# Terry Francona
Terry Jon Francona (Aberdeen, 22 de abril de 1959) é um ex-jogador e atual treinador americano de beisebol.
Francona foi jogador de 1981 a 1990, tendo começado como defensor externo e depois mudado para primeira-base. Após encerrar a carreira de jogador, passou a treinar equipes de ligas menores, até que em 1997 foi contratado para o cargo no Philadelphia Phillies, onde ficou até 2000. Chegou ao Red Sox em 2004, após a saída de Grady Little como resultado da derrota nas finais da Liga Americana do ano anterior. Naquela temporada, Francona levou a equipe ao ansiado título da Série Mundial. Em 2007, obteve mais uma conquista. Seu histórico em pós-temporada é de 22v-9d (.710), sendo 8-0 em Séries Mundiais.